# كينزو غودميجن
كينزو غودميجن (18 ديسمبر 2001 بهورن في هولندا - ) (بالهولندية: Kenzo Goudmijn)‏ هو لاعب كرة قدم سورينامي وهولندي في مركز الوسط. لعب مع إي زد ألكمار.

## روابط خارجية
- كينزو غودميجن على موقع قاعدة بيانات كرة القدم.إي يو (الإنجليزية)
- كينزو غودميجن على موقع Soccerway.com (الإنجليزية)
- كينزو غودميجن على موقع عالم كرة القدم.نت (الإنجليزية)